# Щербаков, Дальвин Александрович
Дальви́н Алекса́ндрович Щербако́в (род. 26 августа 1938) — советский и российский актёр театра и кино, заслуженный артист Российской Федерации.

## Биография
В 1966 году окончил ВГИК (мастерская Б. Чиркова, Я. Сегеля, Б. Бабочкина).
С 1965 года является актёром Московского театра драмы и комедии на Таганке.
В кино — с 1963 года (дебют — роль Павла в фильме режиссёра Исидора Анненского «Первый троллейбус»).

## Признание и награды
- Заслуженный артист Российской Федерации (1995)[1]

## Семья
- Супруга — театральный педагог и режиссёр Наталья Ковалёва
  - Дочь — актриса театра и кино, певица Дарья Щербакова

## Творчество

### Театральные работы
- 1964 — Добрый человек из Сезуана — музыкант, столяр Лин То
- 1964 — Герой нашего времени — Печорин
- 1965 — Антимиры
- 1965 — 10 дней, которые потрясли мир — Джон Рид
- 1965 — Павшие и живые — Стихи А. Лебедева «Тебе», Зонг «О десяти ворчунах» неизвестного немецкого поэта-антифашиста, Песни на стихи М. Анчарова, В. Высоцкого, П. Когана, Ю. Левитанского, С. Крылова, Б. Окуджавы, Г. Шерговой)
- 1966 — Жизнь Галилея — Людовико Марсили
- 1967 — Послушайте — Маяковский (пятый, молчаливый наблюдатель)
- 1967 — Пугачёв — двор
- 1968 — Живой — Демин
- 1969 — Мать — Николай Иванович
- 1969 — Час пик — Радневский
- 1970 — Что делать — Кирсанов
- 1971 — Гамлет — музыканты и придворные
- 1972 — Под кожей статуи Свободы — полицейские
- 1973 — Товарищ, верь… — за Пущина, за Вяземского, за Кюхельбекера
- 1974 — Деревянные кони — Владислав Сергеевич
- 1977 — Мастер и Маргарита — Мастер
- 1980 — Дом на набережной — Шулепников
- 1980 — Владимир Высоцкий (ввод 1992)
- 1981 — Три сестры — Вершинин
- 1985 — Серсо — Паша
- 1990 — Самоубийца — Первый
- 1993 — Живаго
- 1996 — Подросток — Версилов
- 1997 — Братья Карамазовы — Григорий (ввод 2010)
- 1998 — Шарашка — Галахов, Бобынин, Абакумов

### Фильмография
- 1963 — Первый троллейбус — Павел
- 1964 — Когда песня не кончается — Вася
- 1965 — Пробуждение (киноальманах)— Лёлька
- 1965 — Путешественник с багажом — Студент
- 1965 — Сын (короткометражный)
- 1967 — Татьянин день — Турнин
- 1968 — Доживём до понедельника — Боря Рудницкий
- 1969 — Эхо далёких снегов
- 1970 — Море в огне
- 1970 — Посланники вечности — Орлов
- 1972 — На Севере, на Юге, на Востоке, на Западе — офицер-пограничник
- 1973 — Назначение
- 1974 — Все улики против него — Андрей Петрович
- 1974 — Совесть — капитан милиции Андрей Ребров, старший инспектор МУР
- 1974 — Гнев — Георге Чеботару
- 1976 — Жить по-своему — Володя, жених Лены, моряк
- 1979 — День свадьбы придётся уточнить — Борис, муж Зины
- 1980 — Тихие троечники — отец Веденеева
- 1985 — Утро обречённого прииска
- 1986 — Аэропорт со служебного входа — Мягков
- 1987 — Дни и годы Николая Батыгина — учёный
- 1987 — Человек свиты
- 1987 — Под знаком красного Креста — Малышев
- 1987 — Десять дней, которые потрясли мир — Джон Рид
- 1988 — Семь дней Надежды — Сергей Владимирович, любовник Н. Родионовой
- 1991 — Террористка — Жигин
- 1991 — В русском стиле — Роман Борисович, главарь мафии
- 2000 — Метаморфозы любви (короткометражный)
- 2002 — Марш Турецкого-3. Пуля для полпреда — Жмаков, областной прокурор
- 2004 — Стилет 2
- 2004 — На углу, у Патриарших 4 — Фёдор Петрович, бывший вор, авторитет «на покое»
- 2004 — Лесная царевна — сват Наум
- 2005 — Только ты… или Богатая Лиза — полковник, друг отца Лизы
- 2005 — Взять Тарантину — эпизод
- 2006 — Капитанские дети — Гриша
- 2007 — Срочно в номер — Пётр Савельич, отец Данилова
  - Гнев богини. Фильм 3
  - Фотография на память. Фильм 6
  - Чёрные дыры. Фильм 7
  - Крах инженера Ванина. Фильм 8
- 2008 — Криминальное видео. Список Мухина. Фильм 3 — эпизод
- 2008 — Пари на любовь — таксист
- 2008 — Срочно в номер-2 — Пётр Савельич, отец Данилова
  - Чёрная вдова. Фильм 2
  - Без срока давности. Фильм 12
- 2010 — Основная версия. Смерть антиквара — Фильшин, антиквар
- 2010 — Учитель в законе. Продолжение — Башлыков, друг Богомолова
- 2011 — Высоцкий. Спасибо, что живой — сосед Высоцкого по палате
- 2011 — Бомбила — Евгений Иванович Верхотин, эксперт-криминалист
- 2011 — Срочно в номер-3 — Пётр Савельич, отец Данилова
  - Таланты и поклонники. Фильм 9
- 2012 — Белый человек — Аркадий Семёнович Сосновский, сосед Фёдора
- 2016 — Джокер — Жорж

### Дубляж

#### Робби Колтрейн
- 2005 — Гарри Поттер и Кубок огня — Рубеус Хагрид[2]
- 2007 — Гарри Поттер и Орден Феникса — Рубеус Хагрид[2]
- 2009 — Гарри Поттер и Принц-полукровка — Рубеус Хагрид[2]
- 2010 — Гарри Поттер и Дары Смерти. Часть 1 — Рубеус Хагрид[2]
- 2011 — Гарри Поттер и Дары Смерти. Часть 2 — Рубеус Хагрид[2]